# Ava (Illinois)
Ava je grad u američkoj saveznoj državi Ilinois. Prema popisu stanovništva iz 2010. u njemu je živjelo 654 stanovnika.